# 北川明介
北川 明介は、日本のランドスケープ・アーキテクト。株式会社グラック代表取締役。東京農業大学造園科学科非常勤講師、技術士建設部門（都市および地方計画）、登録ランドスケープアーキテクト。
同社では第29回全国都市緑化フェアTOKYOメイン会場 横浜市庁舎緑化再整備～街のリノベーション～で2016年 設計部門 優秀賞  などランドスケープコンサルタンツ協会CLA賞などを受賞している。
他作品に深川ギャザリアランドスケープ・ビオガーデン設計、ヌーヴェル赤羽台のランドスケープ、中央区の森自然環境調査、生田緑地ホタルの里整備実施設計、水郷佐原あやめパーク再整備設計（国土交通大臣賞、CLA優秀賞受賞）、など多数。
1975年東京農業大学農学部造園学科卒業。

## 参考
1. ↑  https://jp.linkedin.com/in/%E5%8C%97%E5%B7%9D%E6%98%8E%E4%BB%8B-akisuke-kitagawa-b31a23146
2. ↑  “検索結果”. BIZMAPS. 2021年2月18日閲覧。
3. ↑  C L A 事 務 局 だ よ り - ランドスケープコンサルタンツ協会
4. ↑  “「東京農業大学造園科学科3年生演習」のプレゼンテーション | 2010 | NEWS | 戸田芳樹風景計画”. www.todafu.co.jp. 2021年2月18日閲覧。
5. 1 2 3  https://www.city.chuo.lg.jp/bunka/syogaigakusyu/chuokuminkarejji/kuminkikakukouza.files/31z_kumin.pdf
6. ↑  “CLA賞｜【公式】一般社団法人 ランドスケープコンサルタンツ協会”. www.cla.or.jp. 2021年2月18日閲覧。
7. ↑  http://www.prec.co.jp/topics/pdf/1305ryokuka.pdf
8. ↑  “2016年｜CLA賞｜【公式】一般社団法人 ランドスケープコンサルタンツ協会”. www.cla.or.jp. 2021年2月18日閲覧。
9. ↑  2014年 造園作品選集
10. ↑  https://cir.nii.ac.jp/crid/1520853832725354880
11. ↑  “生田 緑地 ホタル”. my blog のブログ. 2021年2月18日閲覧。
12. ↑  https://jbnufric.tistory.com/attachment/cfile8.uf@9924CA3B5EC36EE7254788.pdf
13. ↑  CLA賞、一造会大賞 合同表彰式・受賞者発表会
14. ↑  No.6 美しい国づくりランドスケープアーキテクト展 2004.12
15. ↑  “東京農業大学緑友会”. nodaiweb.university.jp. 2021年2月18日閲覧。